# 卡爾斯港
卡爾斯港（瑞典語：Karlshamn）是瑞典布萊金厄省卡尔斯港市镇的主城区。2010年，有人口19,075人。